# George Tsiklauri
Pas d'image ? Cliquez ici

a Compétitions nationales et continentales officielles uniquement.

b Matchs officiels uniquement.
Dernière mise à jour le 4 décembre 2024.
George Tsiklauri (en géorgien : გიორგი წიკლაური et phonétiquement en français : Guiorgui Tsiklaouri), né le 9 septembre 1981 en Géorgie, est un joueur de rugby à XV géorgien qui joue en équipe nationale avec l'équipe de Géorgie. Il joue au poste de troisième ligne aile.

## Biographie
George Tsiklauri arrive en France en 2001, rejoignant le club de Saint-Girons en Fédérale 1. La saison suivante, il s'engage avec le  SC Albi en Pro D2.
En 2003, il est sélectionné au sein du groupe géorgien retenu pour la Coupe du monde en Australie. Il obtient sa première cape internationale lors du tournoi, le 24 octobre 2003, à l'occasion d'un match contre l'Afrique du Sud. Il connaît sa deuxième et dernière sélection quatre jours plus tard contre l'Uruguay.

## Palmarès
- 2 sélections avec l'équipe de Géorgie
- Sélections par année : 2 en 2003

Coupes du monde
- 2003 : 2 sélections (Afrique du Sud, Uruguay).